# Priperia bicolor
Priperia bicolor là một loài nhện trong họ Linyphiidae.
Loài này thuộc chi Priperia. Priperia bicolor được Eugène Simon miêu tả năm 1904.